# Tour des Marches
 (signalé en juillet 2025).
Si vous disposez d'ouvrages ou d'articles de référence ou si vous connaissez des sites web de qualité traitant du thème abordé ici, merci de compléter l'article en donnant les références utiles à sa vérifiabilité et en les liant à la section « Notes et références ».
- Archive Wikiwix
- Bing
- Cairn
- DuckDuckGo
- E. Universalis
- Gallica
- Google
- G. Books
- G. News
- G. Scholar
- Persée
- Qwant
- (zh) Baidu
- (ru) Yandex
- (wd) trouver des œuvres sur Wikidata

Le Tour des Marches  (Giro Delle Marche en italien) est une ancienne course cycliste en ligne italienne disputée de 1941 à 1942  puis reprise de 1968 à 1976 dans les Marches. 
L'épreuve se disputait dans la région des Marches dans les environs d'Ancône.

## Palmarès
| Année | Vainqueur               | Deuxième            | Troisième             |
| ----- | ----------------------- | ------------------- | --------------------- |
| 1941  | Osvaldo Bailo           | Primo Zuccotti      | Vasco Bergamaschi     |
| 1942  | Fausto Marini           | Aldemiro Dragomanni | Domenico Arcangeli    |
| 1968  | Luciano Dalla Bona      | Aldo Moser          | Ercole Gualazzini     |
| 1969  | Costantino Conti        | Ole Ritter          | Francesco Desaymonet  |
| 1970  | Italo Zilioli           | Enrico Paolini      | Ole Ritter            |
| 1971  | Gösta Pettersson        | Erik Pettersson     | Arturo Pecchielan     |
| 1972  | Michele Dancelli        | Carlo Chiappano     | Primo Mori            |
| 1973  | Sigfrido Fontanelli     | Enrico Maggioni     | Michele Dancelli      |
| 1974  | Martín Emilio Rodríguez | Ole Ritter          | Valerio Lualdi        |
| 1975  | Serge Parsani           | Enrico Paolini      | Giacinto Santambrogio |
| 1976  | Pierino Gavazzi         | Roger De Vlaeminck  | Francesco Moser       |